# Athis delecta
Athis delecta is een vlinder uit de familie Castniidae. De wetenschappelijke naam van de soort is, als Castnia delecta, voor het eerst geldig gepubliceerd in 1911 door William Schaus.
De soort komt voor in het Neotropisch gebied.